# Wybór Celniejszych Pisarzów Polskich
Wybór Celniejszych Pisarzów Polskich – seria wydawnicza, wydawana z inicjatywy i nakładem Tadeusza Mostowskiego w latach 1802–1806 w Warszawie. Objęła 27 tomów, m.in. Dzieła polskie Jana Kochanowskiego (2 t.), Adama Stanisława Naruszewicza Historię Narodu polskiego (t. 2-7) i Historię Jana Karola Chodkiewicza (2 t.), Stanisława Orzechowskiego Kroniki polskie od zgonu Zygmunta I, Juliana Ursyna Niemcewicza Pisma różne wierszem i prozą (2 t.)
Książki wydawane w serii odznaczały się wysokim poziomem edytorskim i dobrą oprawą typograficzną.